# Expr
expr ist ein Befehl auf dem Betriebssystem Unix und seinen Derivaten, welches einen Ausdruck auswertet und das Ergebnis ausgibt. expr verarbeitet Ausdrücke mit Integerwerten oder Zeichenketten sowie auch Regulären Ausdrücken.
Der Befehl wird im Wesentlichen in Shell-Skripten genutzt, die meisten Ausdrücke, die sich mit expr zusammenstellen lassen, können moderne Unix-Shells zudem bereits durch Syntaxkonstrukte, wie sie in Programmiersprachen ebenfalls vorhanden sind, selbst auswerten.
expr ist ein Bestandteil der Single UNIX Specification. Die GNU-Implementierung ist Bestandteil der GNU Core Utilities.

## Verfügbare Operanden
Alle Ausdrücke unterliegen generell den Regeln der Aussagenlogik, und es können unter anderem folgende Operationen verwendet werden:
- für Integer: Addition, Subtraktion, Multiplikation, Division und Modulus
- für Zeichenketten: Reguläre Ausdrücke auswerten, bestimmte Zeichen in einer Zeichenkette finden, Länge bestimmen
- für beide: Vergleiche (gleich, nicht gleich, kleiner als, größer als usw.)
- Zusätzlich können boolesche Ausdrücke mit den Logikoperatoren und sowie oder verwendet werden.

## Beispiel
Der folgende Ausdruck gibt als Ergebnis „1“ aus:
```
$
 
expr
 
length
  
"abcdef"
  
"<"
  
5
  
"|"
  
15
  
-
  
4
  
">"
 
8

```

Generell wird der Ausdruck in einen linken und rechten Teil der Disjunktion geteilt, beide werden separat ausgewertet, bevor die Disjunktion angewendet wird:
- Die Länge der Zeichenkette "abcdef" ist 6, also größer als 5. Der linke Teil des Ausdrucks ergibt also 0.
- Da 15-4 allerdings 11 ergibt und diese Zahl größer als 8 ist, ergibt der rechte Teil True, also 1.

Nun kann die finale Disjunktion angewendet werden, aus 0 | 1 ergibt sich dann das Resultat 1.